# Lorenzo Torriani
Lorenzo Torriani, né le 31 janvier 2005 à Vimodrone, est un footballeur Italien qui évolue au poste de gardien de but à l'AC Milan.

## Biographie

### Carrière en club
Né à Vimodrone en Italie, Lorenzo Torriani est formé par l'AC Milan,, où il s'illustre d'abord en équipes de jeunes.
À l'été 2024, il signe son premier contrat professionnel avec le club.
Le 17 septembre 2024, il joue son premier match avec l'équipe première du club lors de la 1re journée de la phase de championnat de la Ligue des champions contre Liverpool. Il remplace Mike Maignan, blessé en début de seconde mi-temps et réalise une performance jugée prometteuse malgré la défaite 1-3.

### Carrière en sélection
En septembre 2024, Lorenzo Torriani est convoqué pour la première fois avec l'équipe d'Italie des moins de 20 ans.